# Irênio Soares
Irênio José Soares Filho (Carangola, Brasil, 27 de mayo de 1975) es un exfutbolista brasileño. Jugó de centrocampista y su último equipo fue Atlético Paranaense de la Serie A. 

## Trayectoria
Volante mixto por la izquierda, con mucha habilidad e inteligencia que participa mucho en el juego, casi siempre en todas las jugadas de su equipo, con buen desborde, buen toque y buen tiro a gol. Comienza su carrera en el América Mineiro de Minas Gerais en Brasil en 1996. En el 2000 pasa a Atlético Mineiro y en 2001 al Portuguesa, ambos clubes también en tierras brasileñas.
Llega a México en Invierno 2001 como refuerzo de los Tigres y se consolida rápidamente como un titular muy útil para el esquema de su equipo.
Luego de buenas temporadas con Tigres, para el Apertura 2005 es contratado por América, donde si bien tiene una actuación aceptable, se queda lejos del protagonismo que tuvo con los felinos. Para el Apertura 2006, sale del equipo para engrosar las filas del San Luis después de dos temporadas regulares es transferido al Veracruz para el inicio del torneo de Apertura 2007, al término de este regresa a jugar a Brasil con el Atlético Paranaense donde milita actualmente.

## Clubes
| Club                | País   | Año            |
| ------------------- | ------ | -------------- |
| América Mineiro     | Brasil | 1996-2000      |
| Atlético Mineiro    | Brasil | 2000           |
| Portuguesa          | Brasil | 2001           |
| Tigres de la UANL   | México | 2001-2005      |
| América             | México | 2005-2006      |
| San Luis            | México | 2006-2007      |
| Veracruz            | México | 2007           |
| Atlético Paranaense | Brasil | 2008- Presente |

### Distinciones individuales
| Distinción               | Año  |
| ------------------------ | ---- |
| Goleador de la Interliga | 2005 |

- Datos: Q6075284